# Тверской военный госпиталь

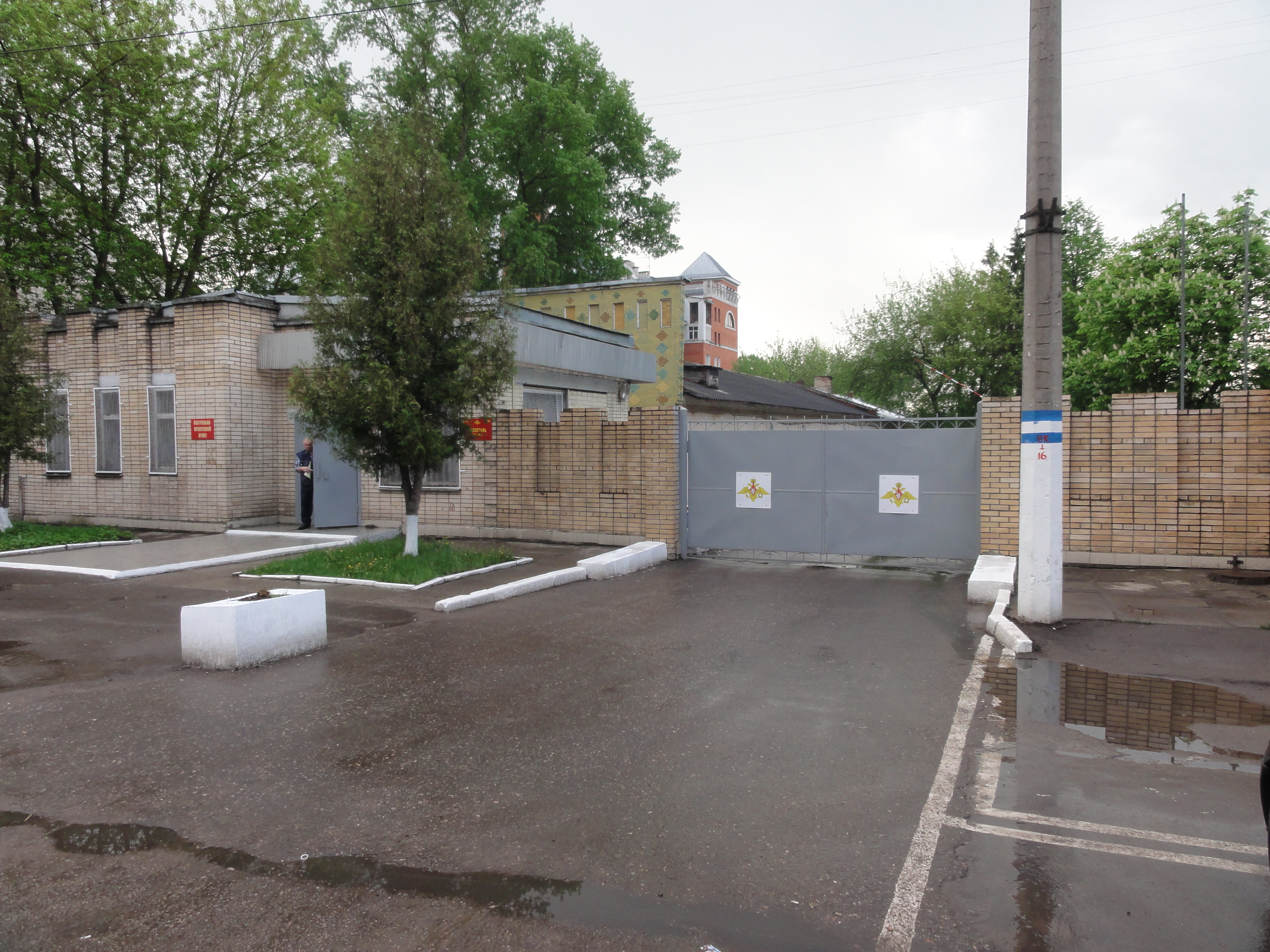
Контрольно-пропускной пункт Тверского военного госпиталя, 2013 год

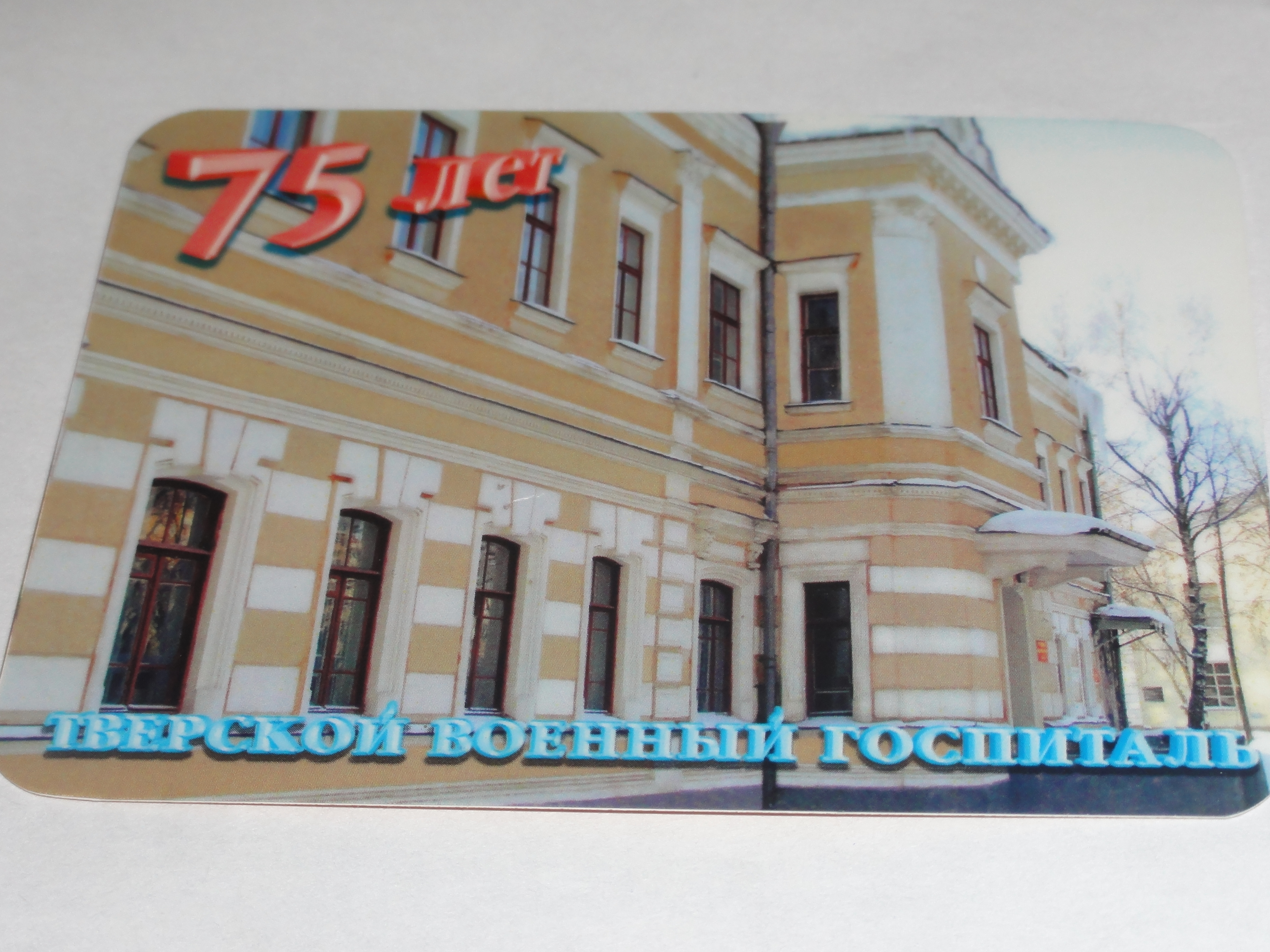
2008 год

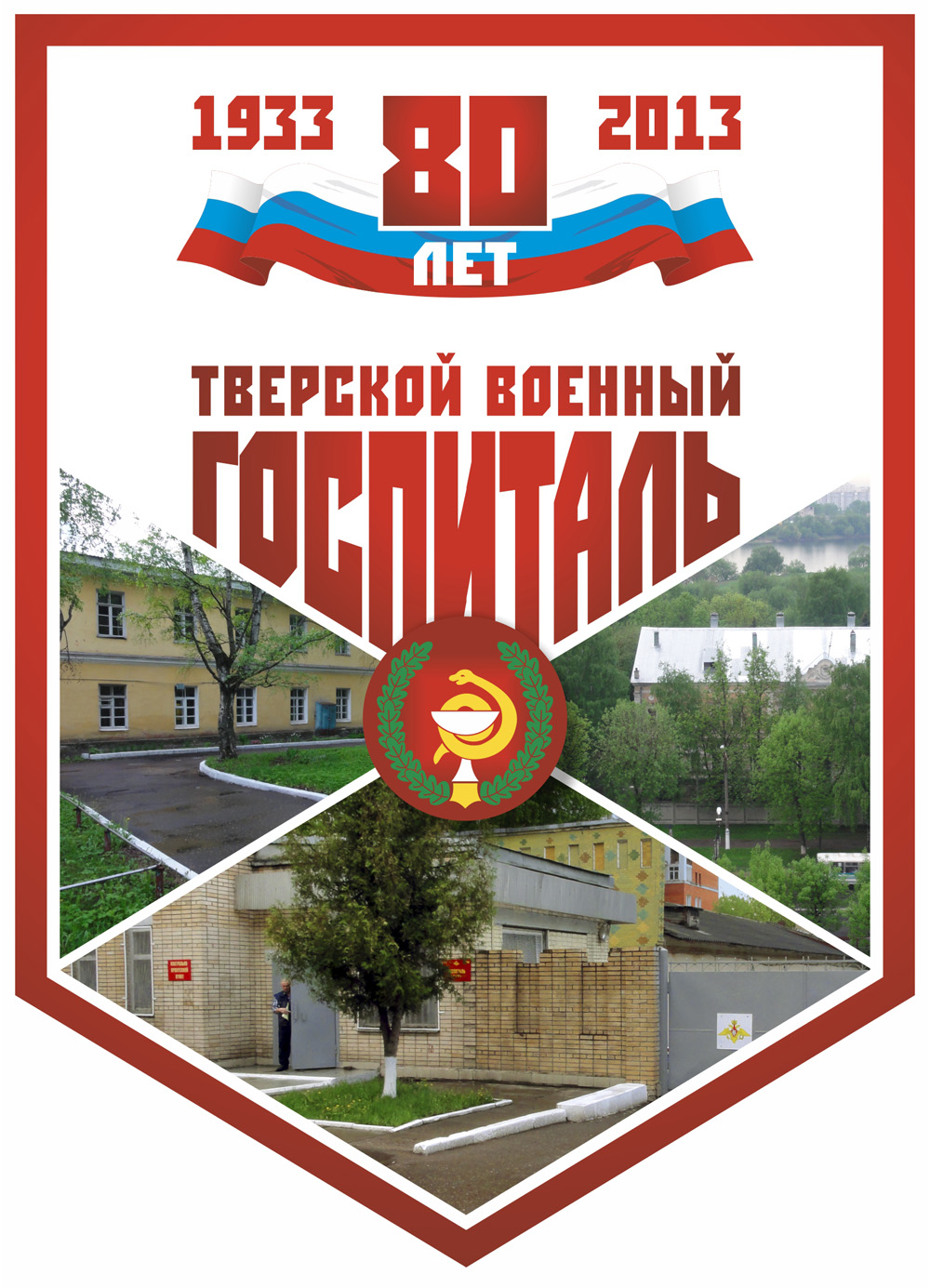
Вымпел в честь Тверского военного госпиталя, «80 лет на страже здоровья военнослужащих!»

Тверско́й вое́нный го́спиталь — военно-медицинское учреждение Министерства обороны Российской Федерации, расположенное в городе Тверь.
- Полное наименование — Филиал №7 Федерального государственного казённого учреждения «1586-й военный клинический госпиталь» Министерства обороны Российской Федерации, сокращённое — ФГКУ «1586 ВКГ» Минобороны России

## История
Образован 16 июня 1933 года в городе Наро-Фоминск, Московской области. С октября 1941-го по сентябрь 1944 года госпиталь был в эвакуации в городе Чирчик Ташкентской области, затем передислоцирован в Калинин (ныне Тверь). Первым местоположением госпиталя был комплекс зданий в Центральном районе города, в том числе бывшая кирха на ул. Советской, дом № 33 (ныне на её месте расположено здание Законодательного собрания Тверской области). С 1961 года госпиталь расположен в Заволжском районе города, на левом берегу Волги, на Петербургском шоссе; поликлиника госпиталя находится в микрорайоне Мамулино. Большинство корпусов госпиталя построены в 1884—1886 годах, в них располагался Московский 1-й лейб-драгунский полк. Напротив госпиталя по адресу Петербургское шоссе, дом № 4 расположена Владимирская церковь, возведённая в 1903—1904 годах как полковая церковь Московского лейб-драгунского полка. Церковь является единственным в Твери храмом для военных.
С 1933 года госпиталь носил следующие наименования:
- Наро-Фоминский военный госпиталь на 100 коек — с момента основания по 1941 год;
- Войсковая часть (в/ч) № 42304 — с 1941 по 2007 год;
- ФГУ «402-й военный госпиталь Московского военного округа» Минобороны России — с 2007 по 2010 год;
- Госпиталь (город Тверь) — структурное подразделение ФГУ «1586 ОВКГ МВО» Минобороны России — с 2010 по 2012 год;
- Госпиталь (город Тверь) — структурное подразделение ФГКУ «1586 ВКГ» Минобороны России — с 2012 года по 2015 год;
- Филиал №7 ФГКУ «1586 ВКГ» Минобороны России — с 2015 года.

Врачи и медицинские сёстры госпиталя в разные периоды времени работали за рубежом и в горячих точках: Перу, Никарагуа, Ангола, Афганистан, Абхазия, Косово, Приднестровская Молдавская Республика, ликвидация последствий аварии на ЧАЭС, контртеррористическая операция в Чеченской Республике (КТО в ЧР). Офицеры и гражданский персонал госпиталя неоднократно командировались в состав МОСН (медицинский отряд специального назначения) для медицинского обеспечения КТО в Чеченской Республике; многие из них награждены государственными наградами.
В 1996 году в госпитале оказана помощь 375 раненным и больным военнослужащим — участникам КТО в ЧР. В 2000 году в госпитале лечился Супонинский Александр Анатольевич, Герой Российской Федерации, гвардии старший сержант, один из немногих военнослужащих, оставшихся в живых из легендарной 6-й роты 2-го парашютно-десантного батальона 104-го гвардейского Краснознамённого парашютно-десантного полка 76-й гвардейской Черниговской Краснознамённой воздушно-десантной дивизии. Командовал ротой в том неравном бою 1 марта 2000 года подполковник ВДВ, комбат Евтюхин, Марк Николаевич, посмертно удостоенный звания Героя Российской Федерации.
В 2000 году в составе инспекции Главного военно-медицинского управления (ГВМУ) Минобороны России госпиталь проверял главный терапевт 2 ЦВКГ им. П. В. Мандрыка, полковник медицинской службы А. Я. Фисун (впоследствии генерал-майор медицинской службы, 2013—2016 гг. начальник ГВМУ Минобороны России, 2018—2020 гг. начальник Военно-медицинской академии им. С. М. Кирова). Руководил инспекцией заместитель начальника ГВМУ Минобороны России генерал-майор медицинской службы В. А. Гуляев (впоследствии генерал-лейтенант медицинской службы), трагически погибший при выполнении служебного долга в Чеченской Республике 11 сентября 2006 года.
В июне 2003 года, накануне 70-летнего юбилея, госпиталь посетил губернатор Тверской области В. И. Платов, поздравивший персонал и больных лечебного учреждения с наступающим юбилеем.
18 сентября 2006 года, в преддверии празднования 65-летней годовщины освобождения города Калинина от немецко-фашистских захватчиков, госпиталь в составе делегации ветеранов посетил Герой Советского Союза Ю. В. Бабанский, участник пограничного конфликта между СССР и КНР на острове Даманский в 1969 году.
В преддверии Дня защитника отечества 21 февраля 2012 года госпиталь посетил губернатор Тверской области А. В. Шевелёв. Лучшим сотрудникам была объявлена благодарность губернатора и вручены ценные подарки. В интервью газете «Красная звезда» 17 мая 2012 года Шевелёв сказал: «Правительство области в рамках своих полномочий оказывает необходимое содействие структурам Министерства обороны. В преддверии Дня защитника Отечества я побывал в Тверском военном госпитале, который имеет хорошую репутацию в медицинских и военных кругах. Работа там организована на высоком уровне. Однако есть проблемы с капитальным ремонтом здания, оснащением его техникой. Сейчас решается вопрос сотрудничества госпиталя с министерством здравоохранения региона в рамках программы модернизации».
В начале 2013 года в газете «Красная звезда» было опубликовано интервью, взятое у начальника госпиталя подполковника м/с Нурипаши Мукаиловича Мукаилова, и фоторепортаж о буднях лечебного учреждения. 
18 февраля 2013 года при встрече с министром обороны России генералом армии С. К. Шойгу губернатор Тверской области А. В. Шевелёв большое внимание уделил решению вопросов дальнейшего развития госпиталя. Вопросы капитального ремонта и строительства госпиталя в 2014—2016 годах находятся на контроле у заместителя министра обороны России Руслана Цаликова. 
14 июня 2013 года состоялось торжественное собрание, посвящённое 80-летию госпиталя; в адрес коллектива пришли поздравления и поощрения от губернатора Тверской области и командующего войсками Западного военного округа (ЗВО).
12 октября 2013 года под руководством начальника ГВМУ МО РФ генерал-майора медицинской службы Фисуна А. Я. госпиталь подвергся проверке боевой готовности и получил удовлетворительную оценку. 
В статье Виктора Никонова «На пороге перемен», опубликованной в еженедельнике «НВО» («Независимое военное обозрение») 28 марта 2014 года отмечено: «Определены приоритеты и в строительстве, реконструкции военно-медицинских учреждений. Пока в тяжёлом положении находятся госпитали во Владикавказе, Рязани, Твери, Перми, Оренбурге, Пензе. Планируется, что к 2018 году они полностью будут реконструированы».
85-летний юбилей учреждения коллектив госпиталя встретил 15 июня 2018 года с оптимизмом и надеждой на перемены к лучшему.

## Коллектив госпиталя
За 80-летнюю историю госпиталем руководили:
- военврач М. И. Шлайн (с 9.12.1932 г. по 5.04.1933 г.);
- военврач В. А. Кескпайк (с 5.04.1933 г. по 21.07.1933 г.);
- военврач Н. Ф. Антрогов (с 21.07.1933 г. по 13.05.1935 г.);
- полковник м/с П. А. Фиалковский;
- полковник м/с Д. И. Копытов (с 24.12.1956 г. по 19.02.1969 г., участник ВОВ, кавалер двух орденов «Красной Звезды», медалей «За боевые заслуги», «За оборону Москвы»);
- полковник м/с А. Ф. Залевский (с 30.12.1968 г. по 17.06.1978 г., участник ВОВ, кавалер орденов «Красной Звезды», «Знак Почёта», медалей «За боевые заслуги», «За взятие Вены»);
- полковник м/с О. И. Швец (с 19.09.1978 г. по 15.03.1986 г.);
- полковник м/с Ю. И. Калекин (с 12.07.1986 г. по 23.11.1994 г.);
- полковник м/с А. С. Радзинский (с 22.08.1994 г. по 20.01.2000 г., кавалер ордена «За военные заслуги»);
- полковник м/с Ю. П. Кочнов (с 17.05.2000 г. по 23.10.2006 г.);
- полковник м/с И. В. Ручков (с 1.11.2006 г. по 2.12.2010 г.);
- подполковник м/с Н. М. Мукаилов (с 11.09.2009 г. по настоящее время).

Начальниками медицинской части госпиталя являлись: полковники м/с И. И. Хацкевич, В. И. Кашин, А. Г. Ищук, Ю. Ф. Евтюхин, В. С. Осипов, А. В. Ловягин, подполковники м/с И. В. Ручков, Н. М. Мукаилов, И. Ю. Евтюхин, А. А. Евдокимов, А. Н. Ковальчук (по настоящее время). С момента введения в штат госпиталя поликлиники (до 2010 года ФГУ «82-я военная поликлиника МВО» Минобороны России) её руководителем является врач высшей квалификационной категории И. В. Четверик.
После увольнения с военной службы в запас в госпитале продолжают трудиться ветераны ВС России, наиболее опытные врачи-специалисты высшей квалификационной категории: терапевты Л. И. Башкатов и П. А. Кондратьев, хирург И. А. Павловский, анестезиологи-реаниматологи П. П. Исаев и А. Е. Максимов, травматологи М. П. Кульбак, Ю. И. Смородин, Ю. В. Федан, невролог Ю. Я. Чиж. Ряд врачей добросовестно трудятся в госпитале более 25 лет. Это заведующая приёмным отделением О. В. Голубева, заведующая лабораторным отделением Г. М. Голубкина, заведующая кабинетом ультразвуковой диагностики Г. П. Ларина, врач-нейрохирург Ю. Б. Вихирев, врач-бактериолог Г. А. Харменкова, стоматологи Т. А. Серебренникова, О. Н. Федосова, патологоанатом А. А. Редников, рентгенолог П. С. Лисов. В 1950-1960-е годы в госпитале начальником финансового отделения был ветеран ВОВ Ф. П. Евтюхин. С 1955 года по декабрь 2014 года в госпитале на должности заведующей библиотекой работала П. К. Стволыгина, являвшаяся старожилом и хранителем традиций учреждения.
В разные годы в госпитале и поликлинике работали врачи с учёными степенями и званиями: доктор медицинских наук, профессор Д. В. Дедов (кардиология); доктор медицинских наук  В. Н. Французов (хирургия); кандидат медицинских наук, доцент В. П. Шеховцов (физиология); кандидаты медицинских наук Г. П. Ларина (неврология), Н. И. Козелецкий (стоматология), Т. М. Ботвинко (неврология), Е. В. Караева (кардиология).

## Структура госпиталя
Наибольшим лечебно-диагностическим и кадровым потенциалом госпиталь обладал в первом десятилетии 21 века, когда коечная ёмкость составляла 440 коек. C 2000 по 2009 год в штате госпиталя функционировали следующие специализированные отделения:
- полостной хирургии (начальники отделения — ведущие хирурги полковник м/c И. А. Павловский, подполковник м/с Н. М. Мукаилов, подполковник м/c И. А. Коратаев)
- неотложной хирургии (начальники отделения - ГП С. И. Крутиков, подполковник м/c А. Р. Подборский)
- гнойной хирургии (начальник отделения подполковник м/с В. Р. Бикбулатов)
- урологии
- травматологии (начальник отделения подполковник м/с Ю. И. Смородин)
- нейрохирургии (начальники отделения подполковник м/c В. С. Пидборский, подполковник м/c О. В. Мандрыкин, майор м/c А. В. Кириченко)
- анестезиологии, реанимации и интенсивной терапии (начальники отделения подполковник м/с А. Е. Максимов, подполковник м/с Л. А. Стеценко)
- стоматологии (начальник отделения подполковник м/c В. П. Тарасенко)
- офтальмологии (начальники отделения подполковник м/с А. Харитонов, подполковник м/c Н. Г. Петрова)
- оториноларингологии (начальник отделения подполковник м/с Ю. Н. Волобуев)
- кардиологии (начальники отделения — ведущие терапевты полковник м/c И. Н. Кукушкин, подполковник м/с И. Ю. Евтюхин)
- пульмонологии (начальник отделения подполковник м/c А. В. Макаревич)
- гастроэнтерологии (начальники отделения подполковник м/с И. Ю. Евтюхин, подполковник м/с А. Н. Ковальчук)
- эндокринологии (заведующая отделением ГП Н. В. Богданова)
- психоневрологии (начальник отделения подполковник м/с Ю. Я. Чиж)
- инфекции (начальники отделения подполковник м/с О. Р. Подильский, подполковник м/с А. С. Ложников)
- дерматовенерологии (начальники отделения подполковник м/c А. С. Вдовенко, подполковник м/с В. А. Королёв)
- отделение заготовки и переливания крови (начальник отделения - ГП С. И. Крутиков).

В настоящее время в госпитале по штату 170 коек (развернуто 150):
- хирургическое отделение (начальник отделения подполковник м/c И. А. Коратаев)
- травматологическое отделение (заведующий отделением ГП Ю. И. Смородин)
- отделение анестезиологии, реанимации и интенсивной терапии (заведующий отделением ГП П. П. Исаев,)
- терапевтическое отделение (подполковник м/с Е. А. Борисевич)
- неврологическое отделение (заведующий отделением ГП Т. А. Подборская)
- кожновенерологическое отделение (заведующая отделением ГП О. А. Власенкова)
- инфекционное отделение (заведующая отделением ГП А. В. Лубашев)
- педиатрическое отделение (не развернуто).

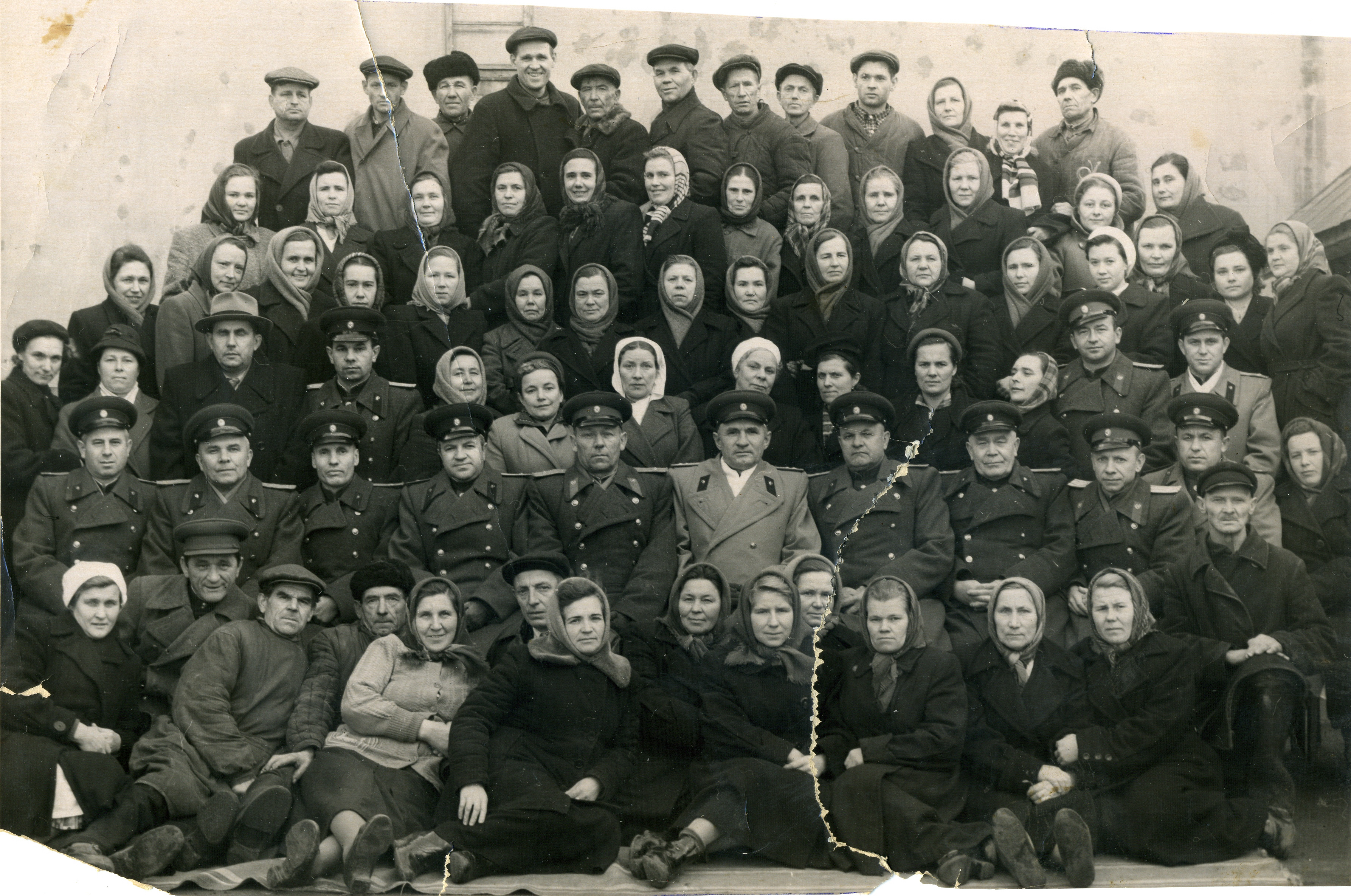
Коллектив госпиталя в 1957 году.
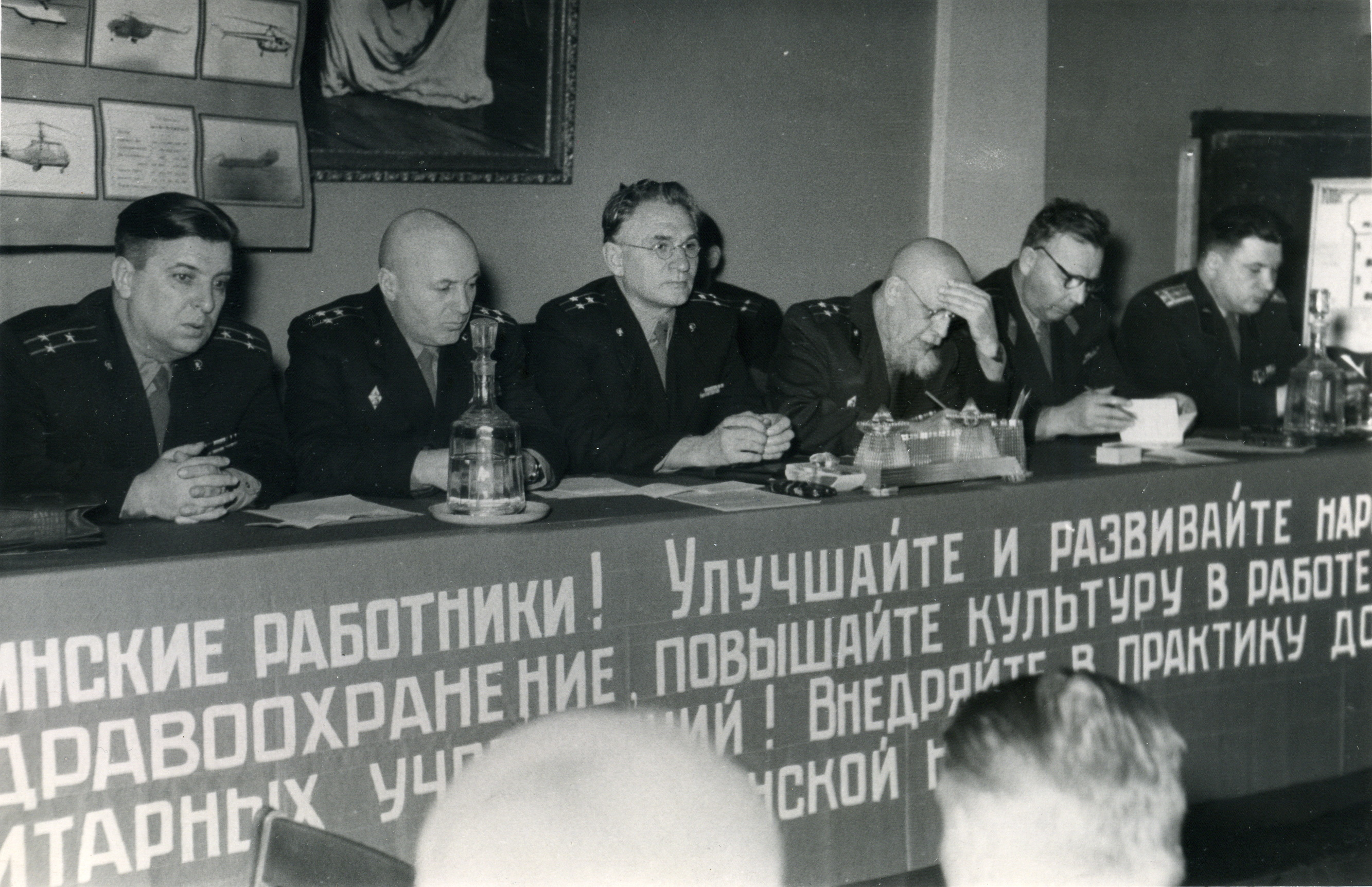
Третий слева начальник госпиталя полковник медслужбы Д. И. Копытов.
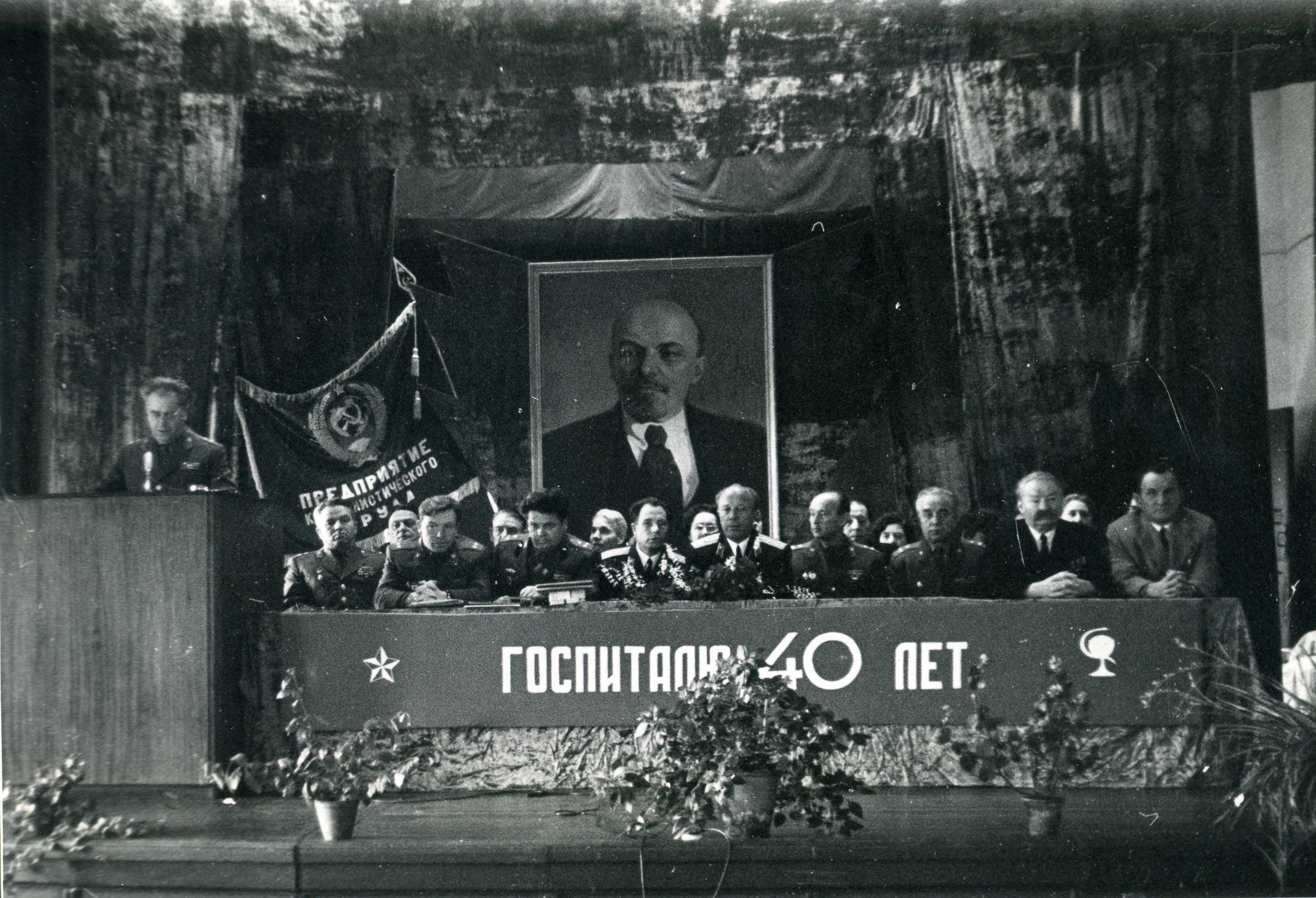
Юбилей госпиталя в 1973 году.
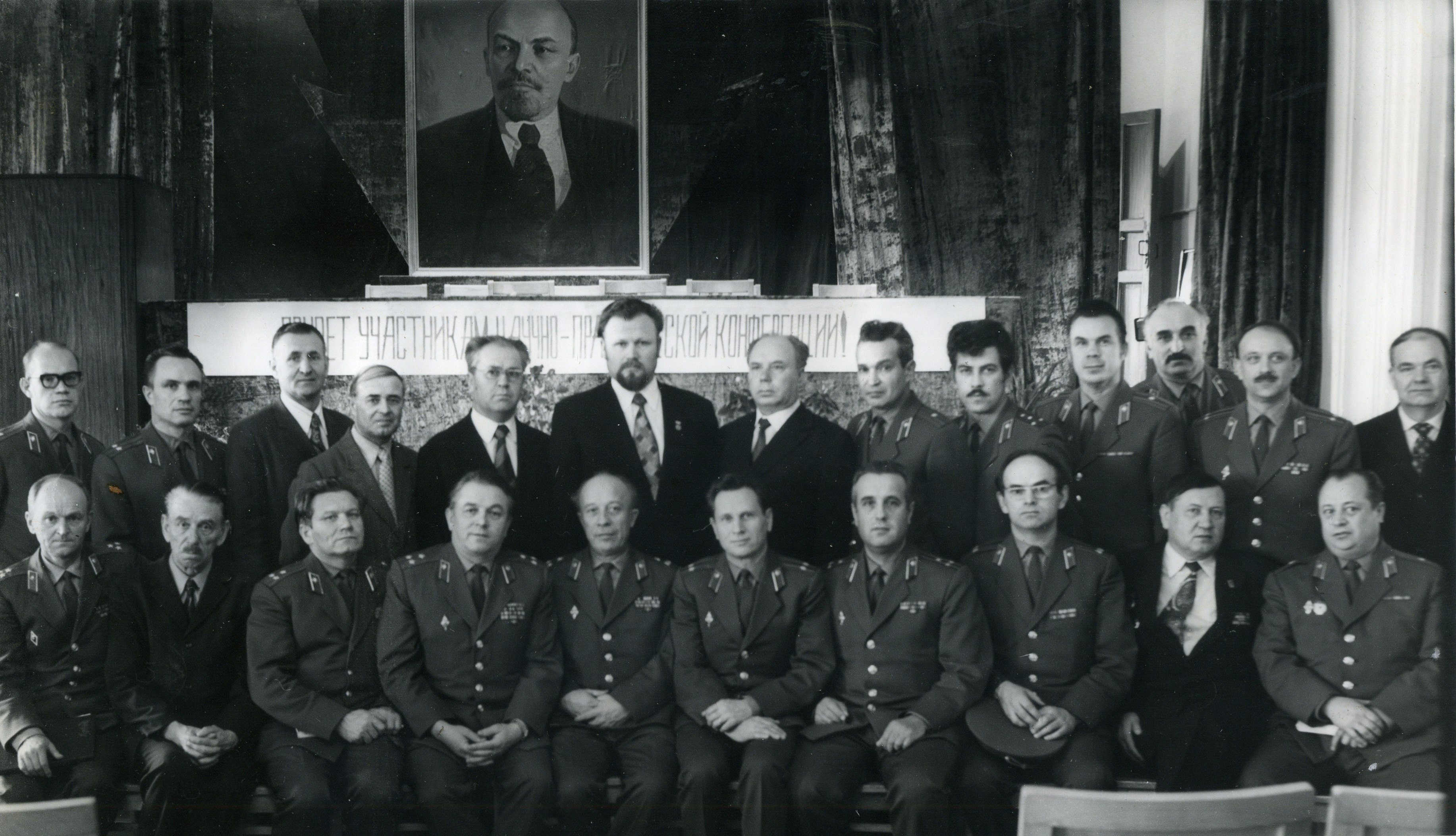
Врачи госпиталя в конце 70-х годов 20 века.
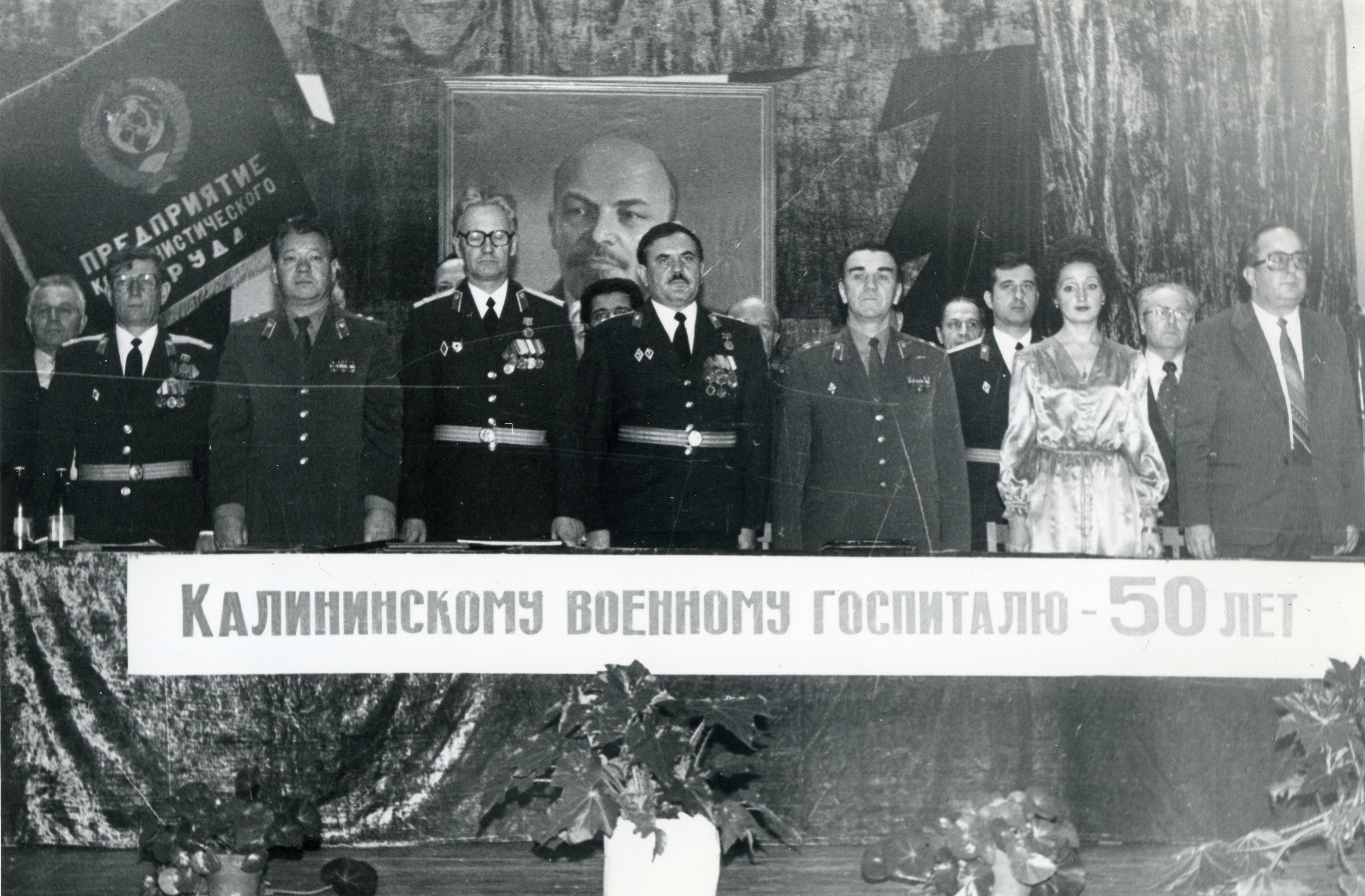
Полувековой юбилей госпиталя, 1983 год.
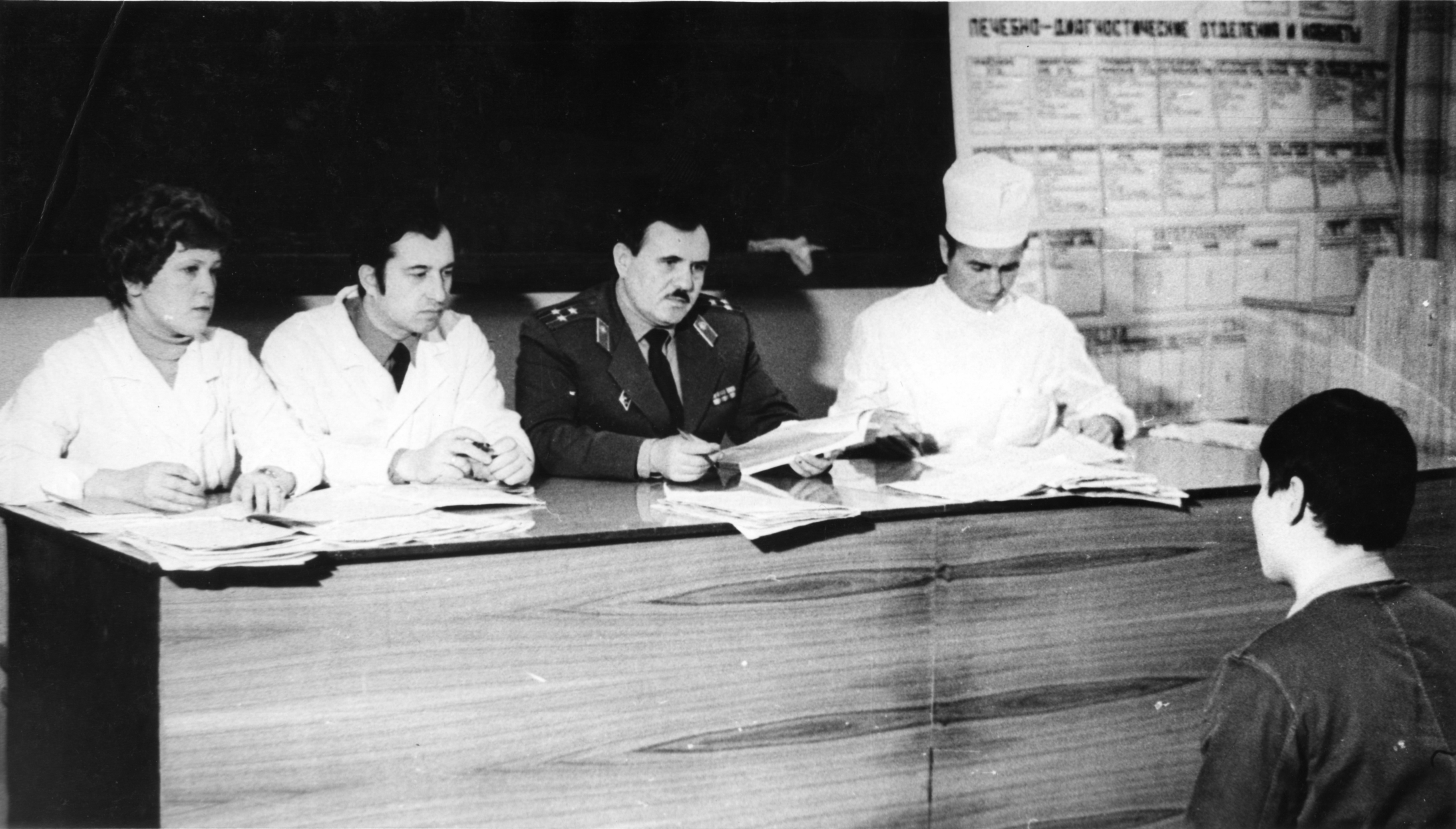
Заседание ВВК в 80-е годы 20 века.
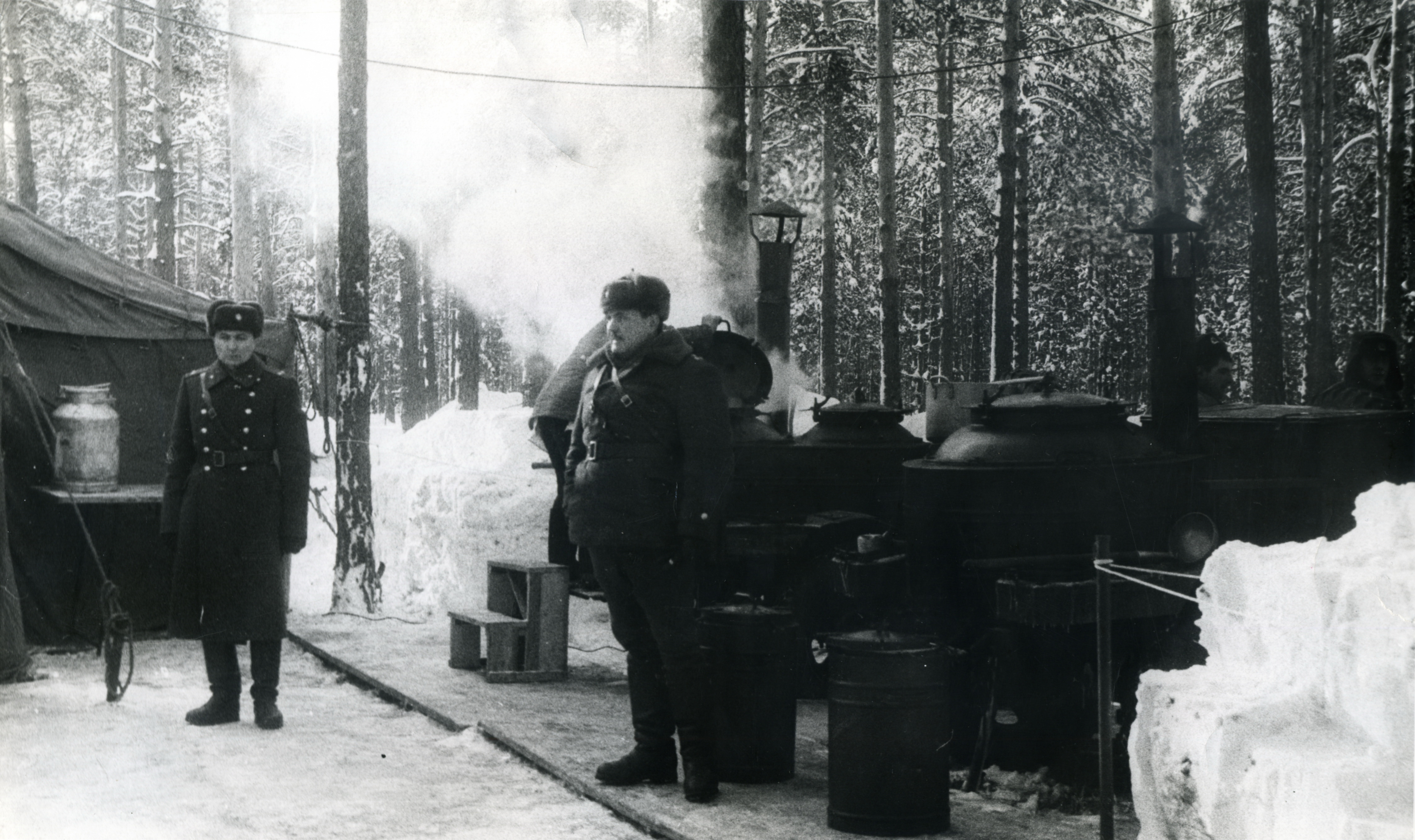
На учениях зимой в 80-е годы 20 века.
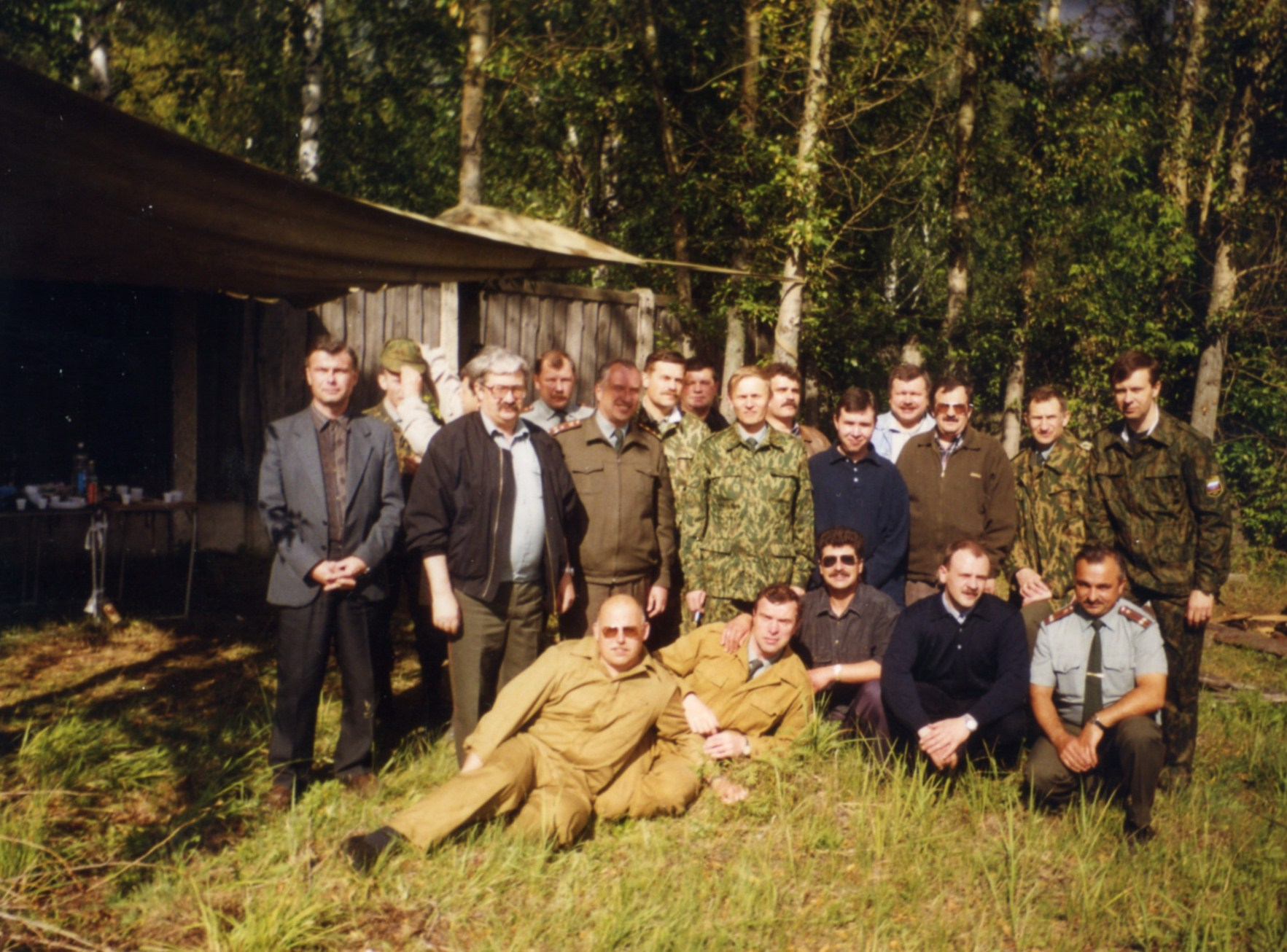
После парко-хозяйственного дня, 1997 год.
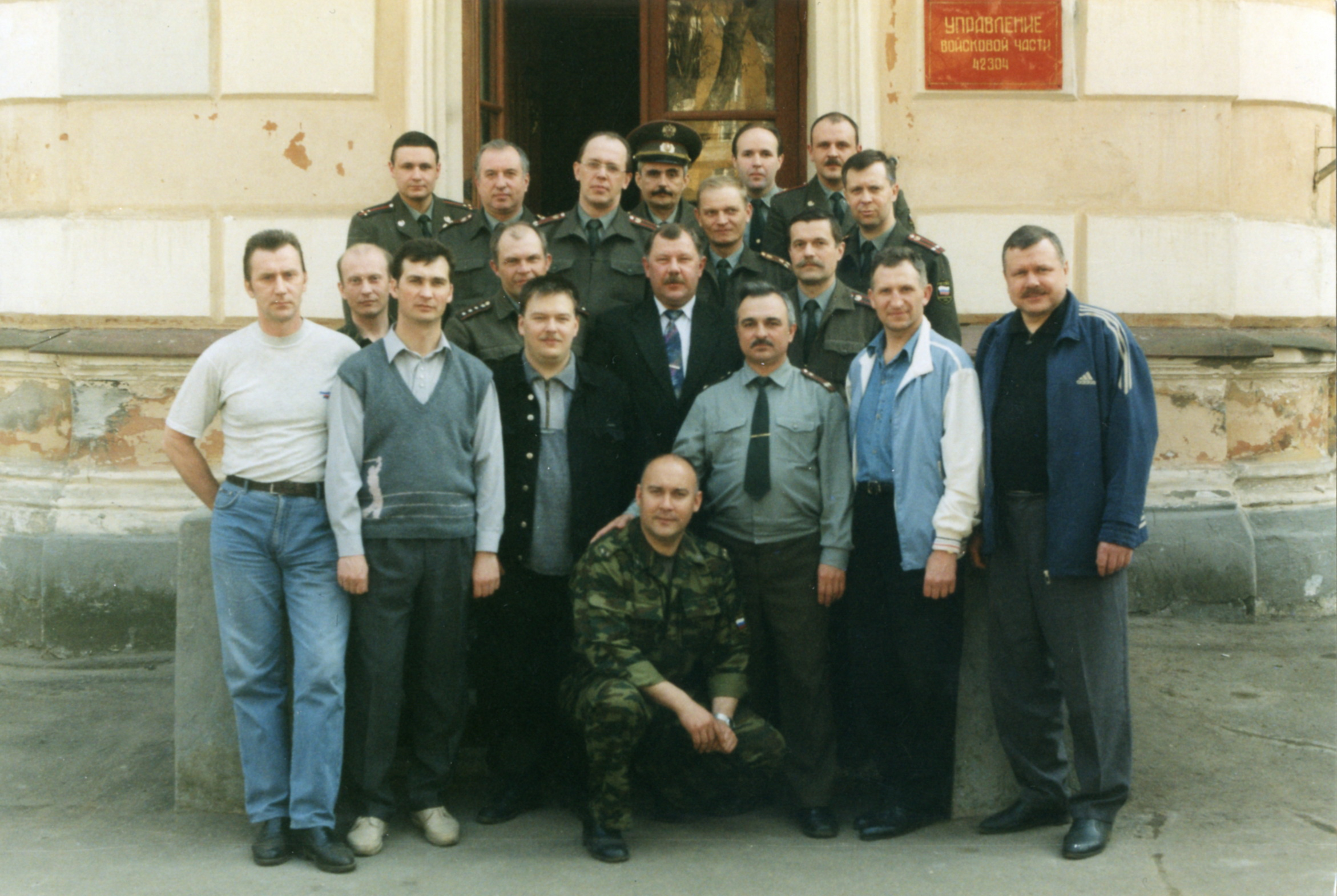
Офицеры госпиталя, 2002 год.
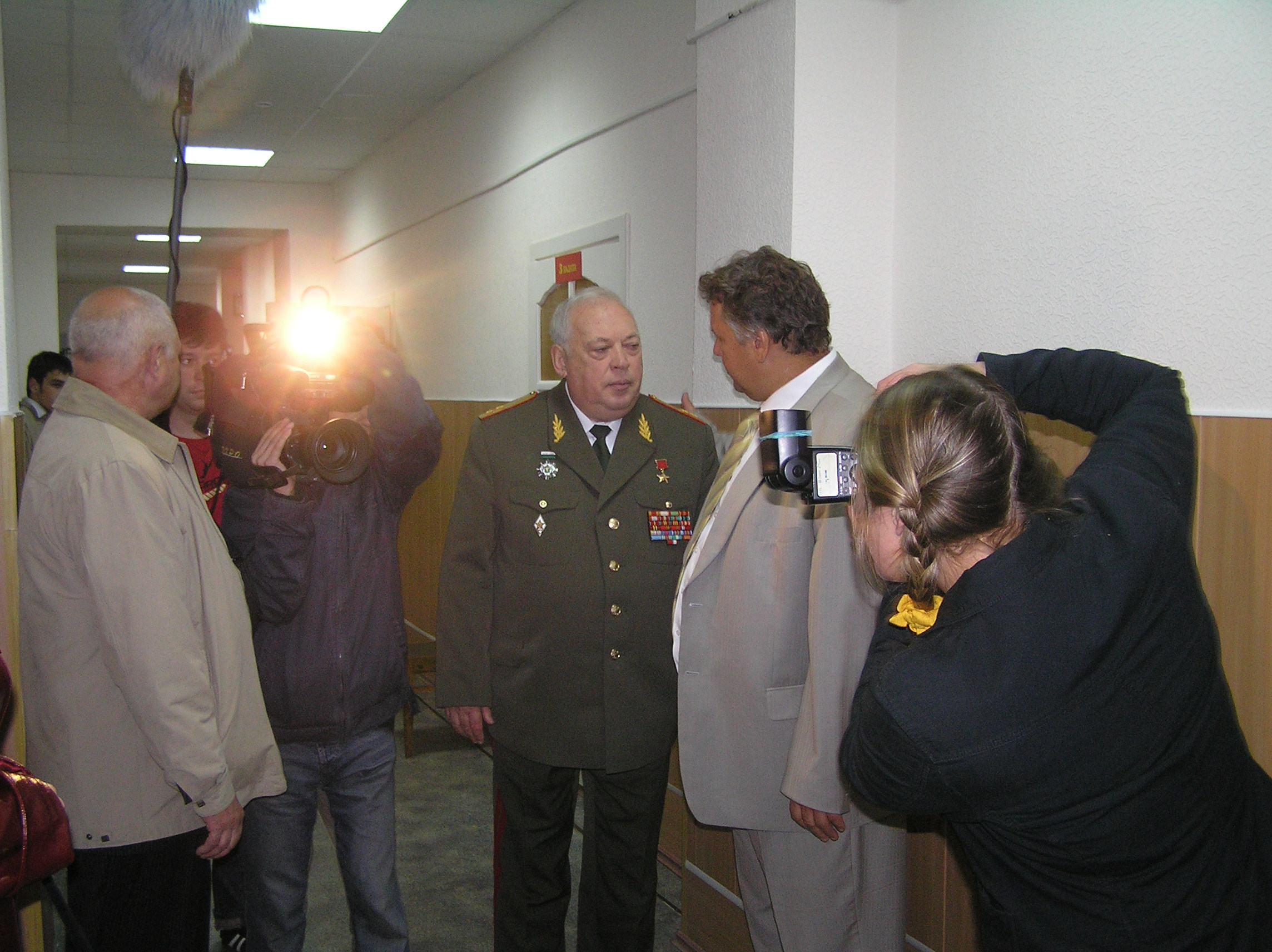
Герой Советского Союза Ю. В. Бабанский во время посещения Тверского военного госпиталя 18.09.2006 года.
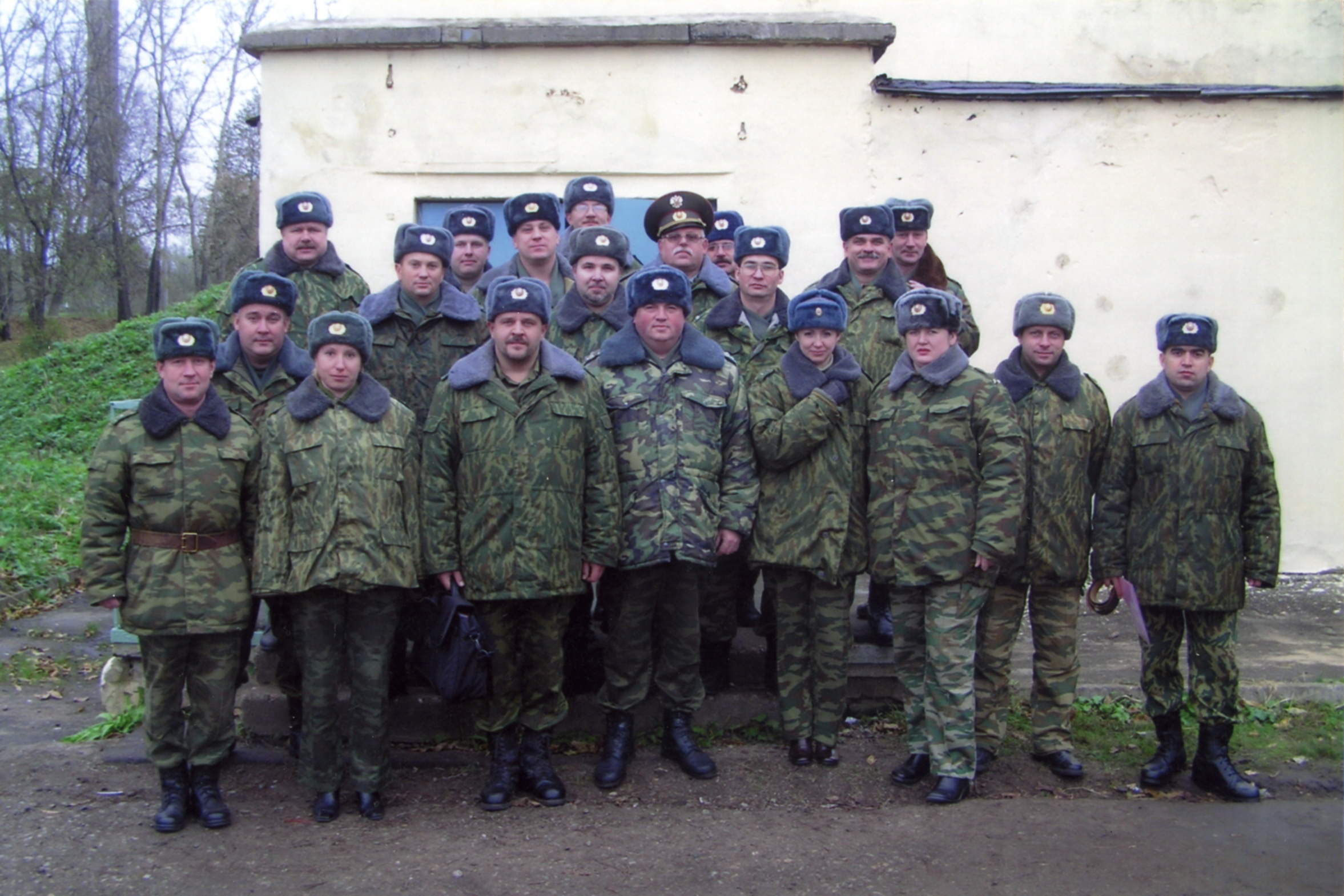
Инспекторская проверка в октябре 2006 года.
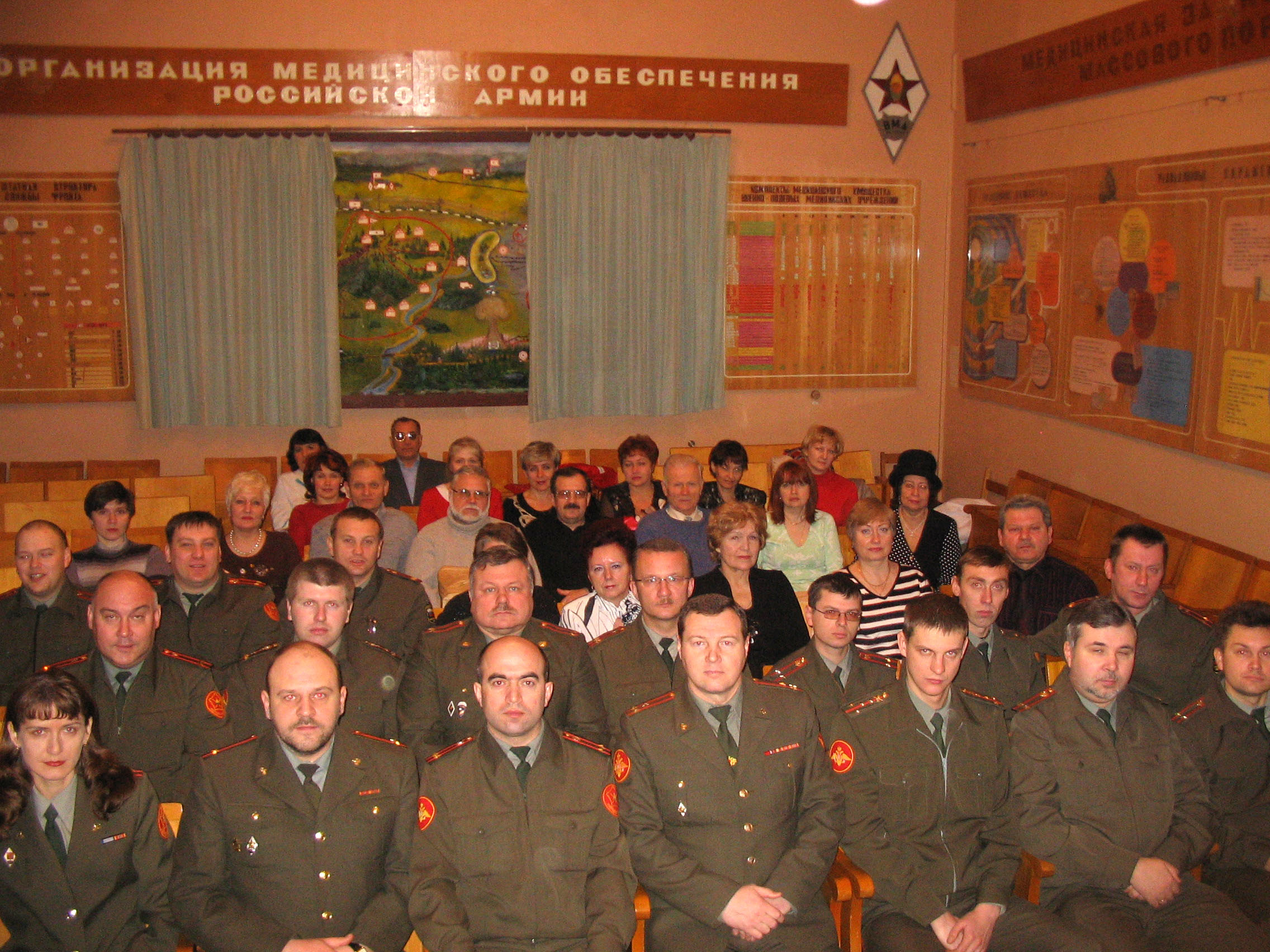
Врачебный состав госпиталя в 2008 году.
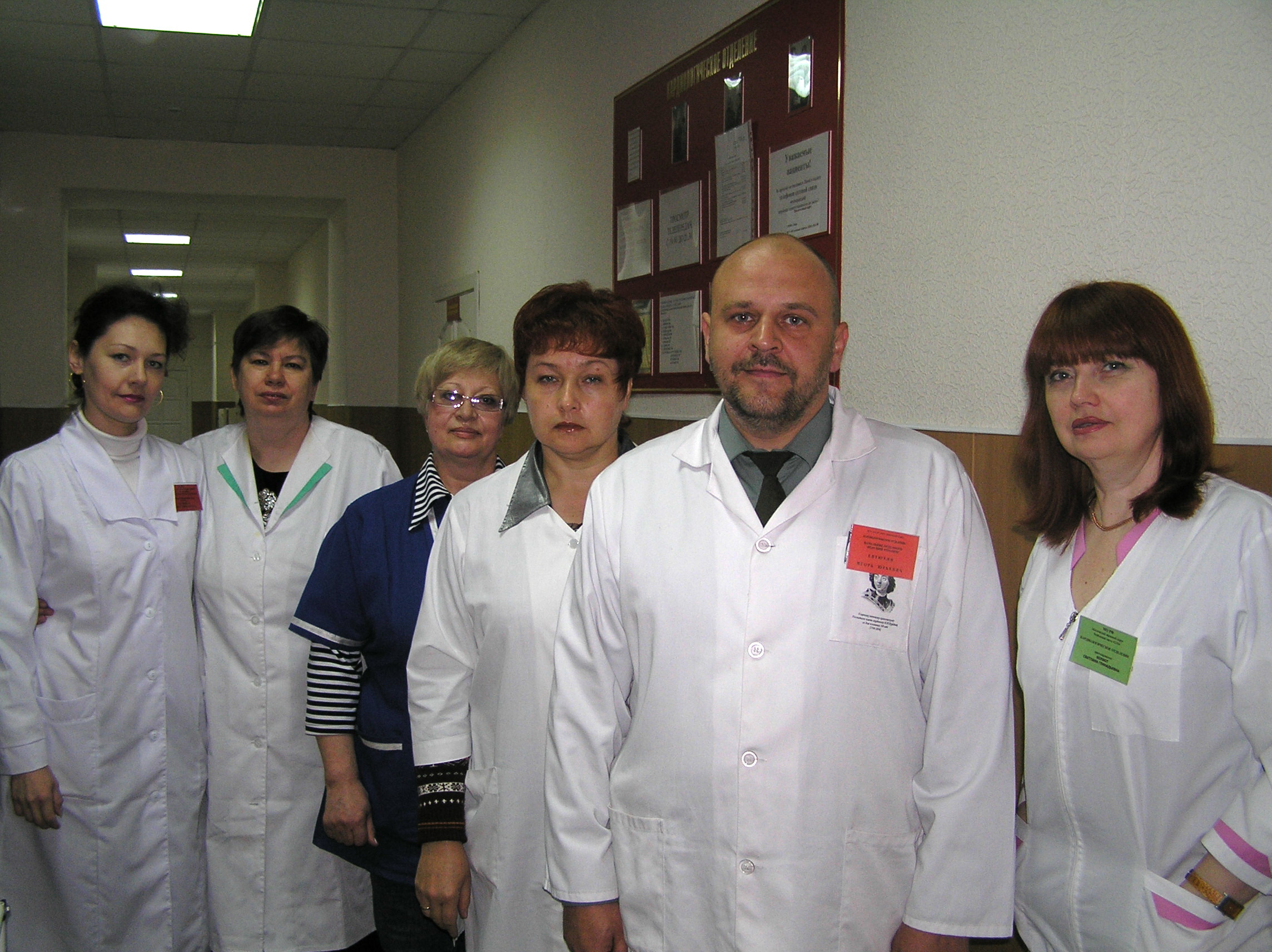
Коллектив кардиологического отделения, 2008 год.
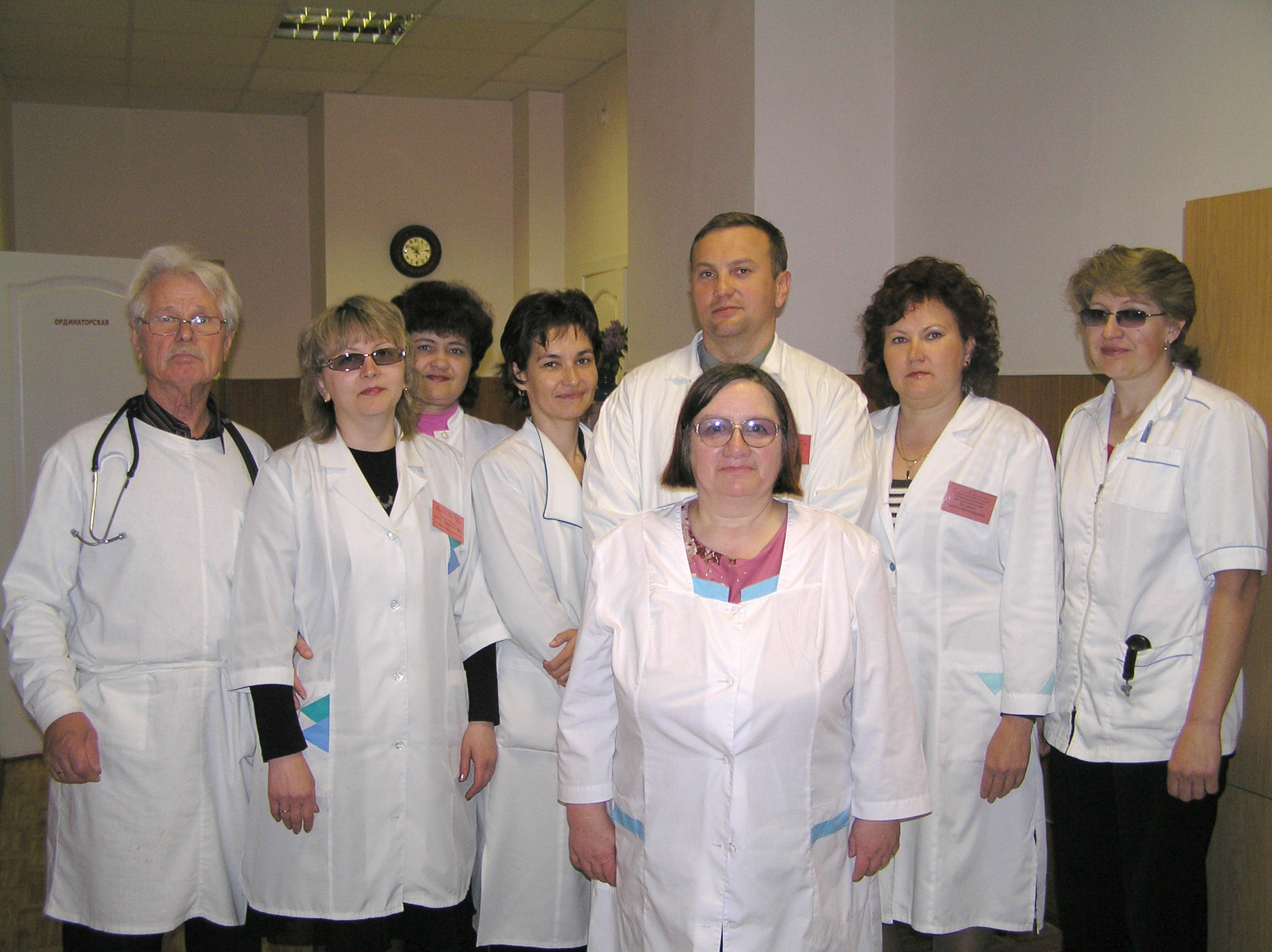
Коллектив гастроэнтерологического, эндокринологического отделений, 2008 год.
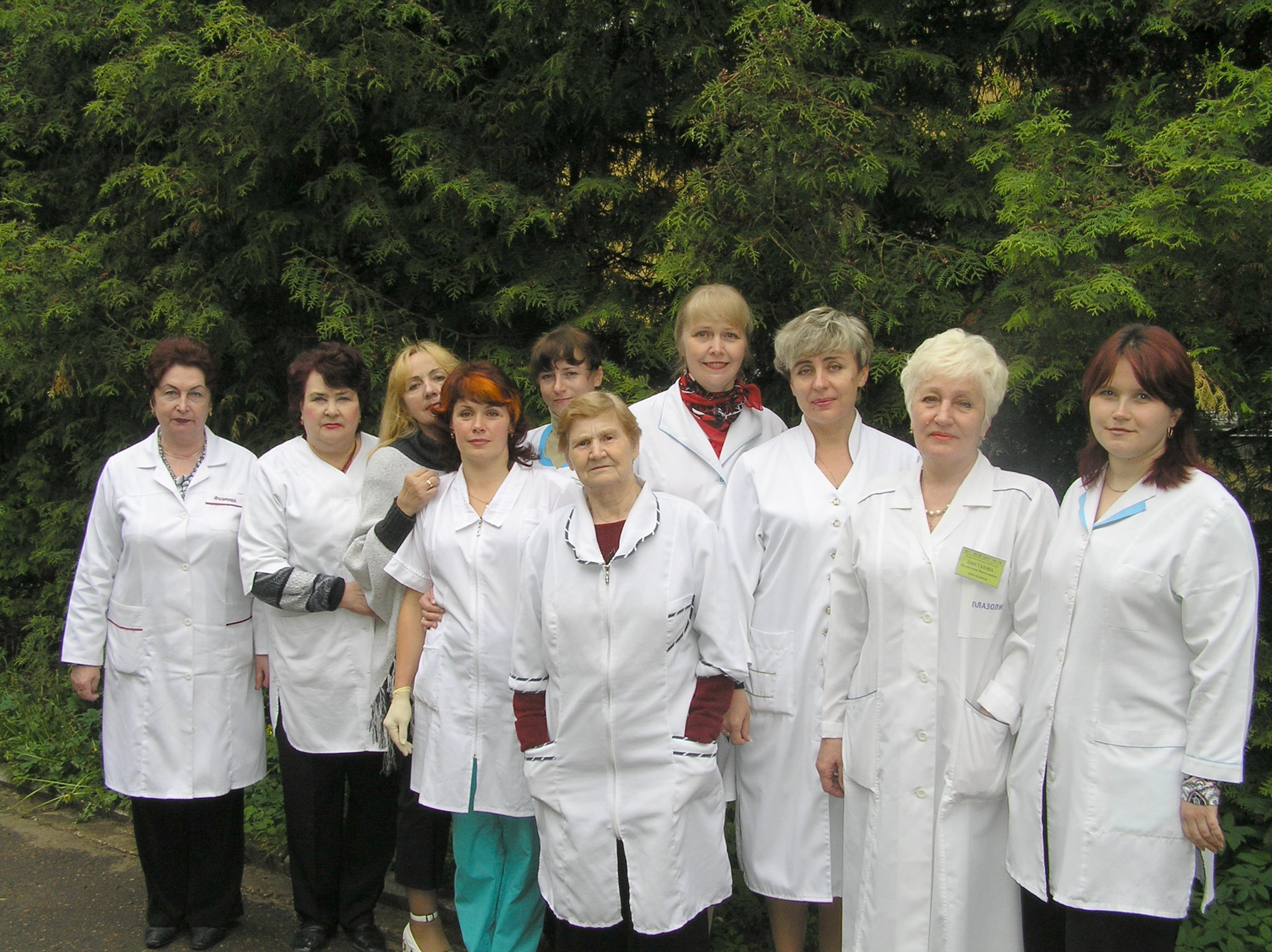
Коллектив поликлинического отделения, 2008 год.
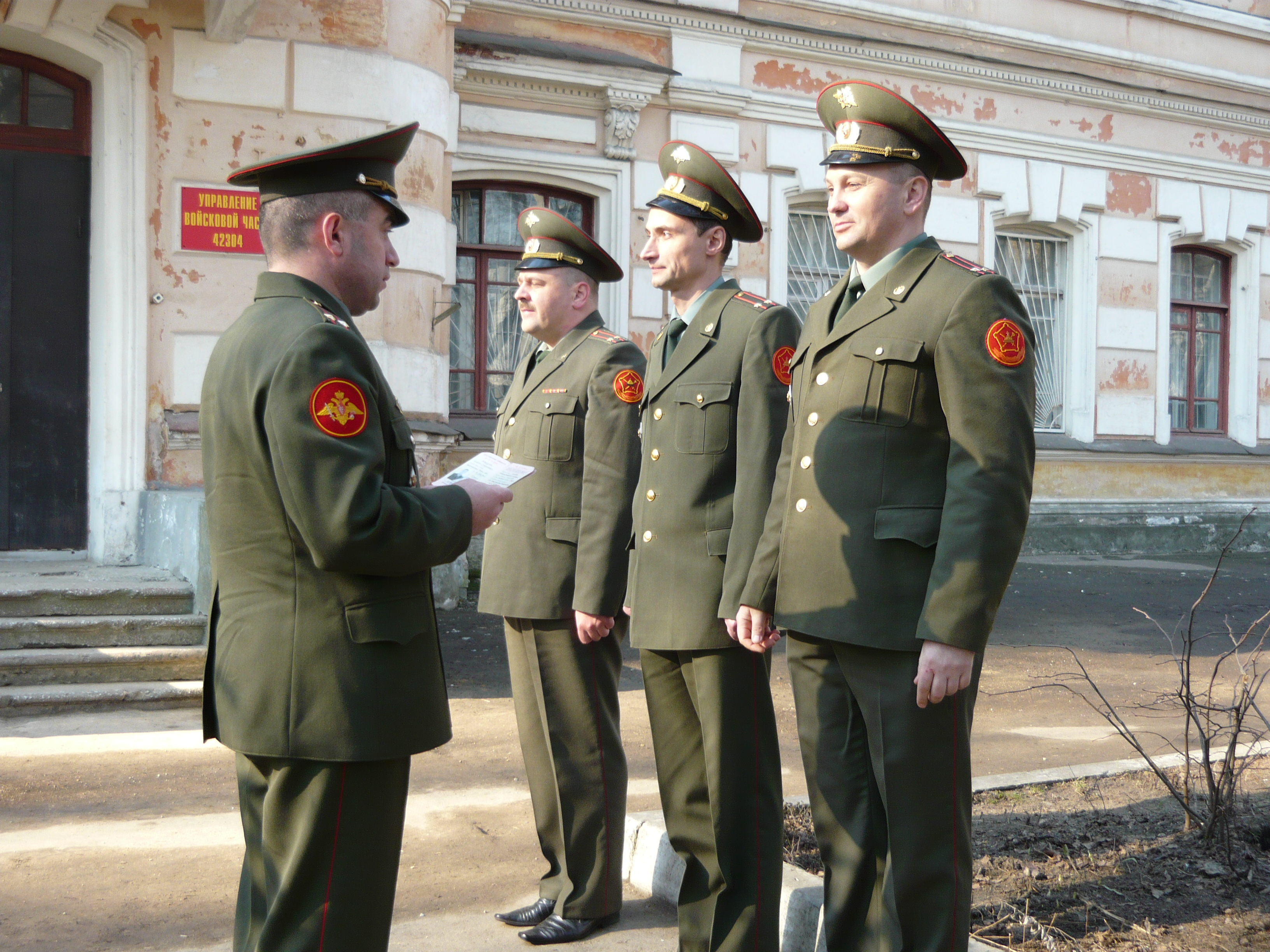
Строевой смотр офицеров госпиталя, 2010 год.
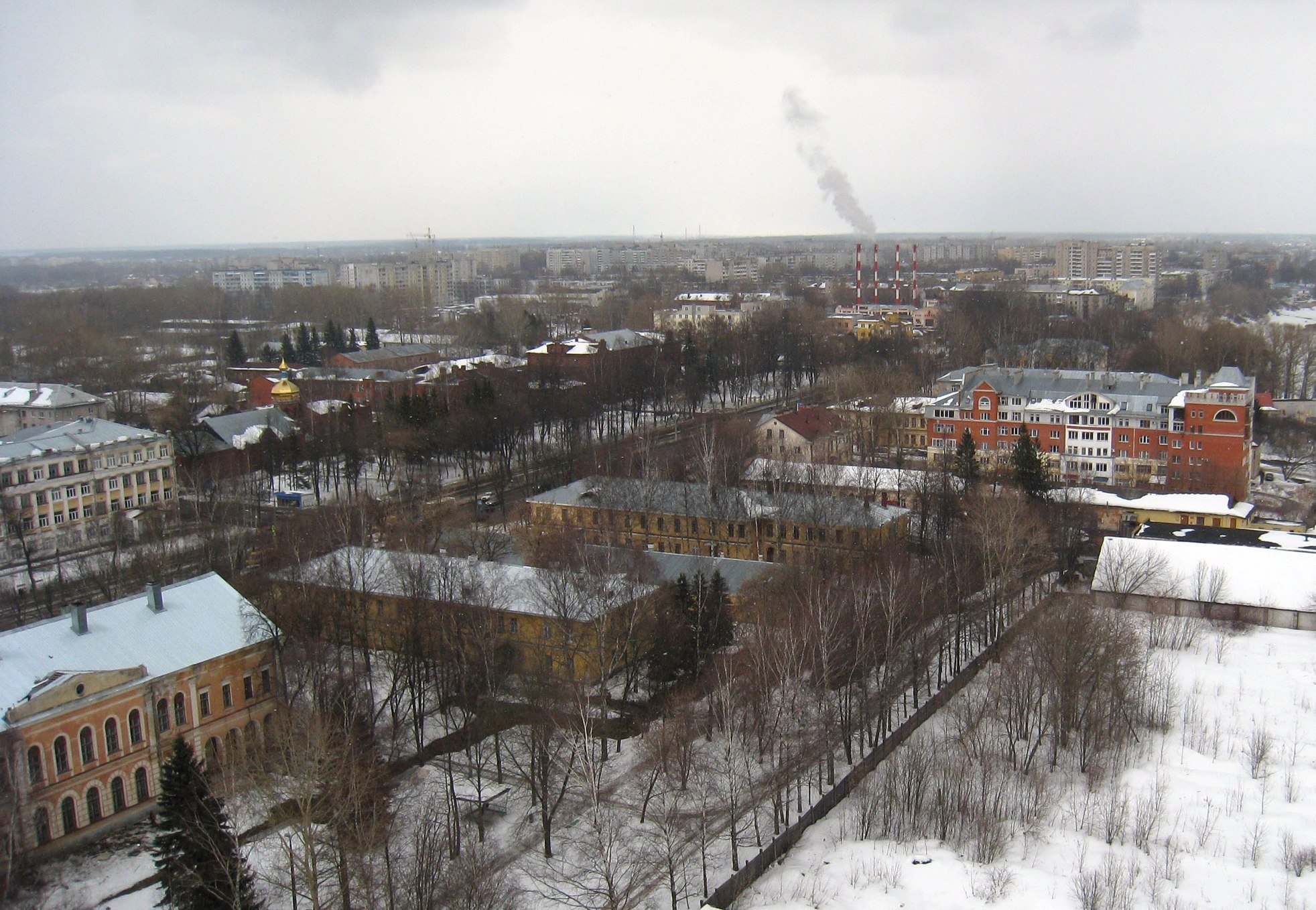
Госпиталь, 2011 год.
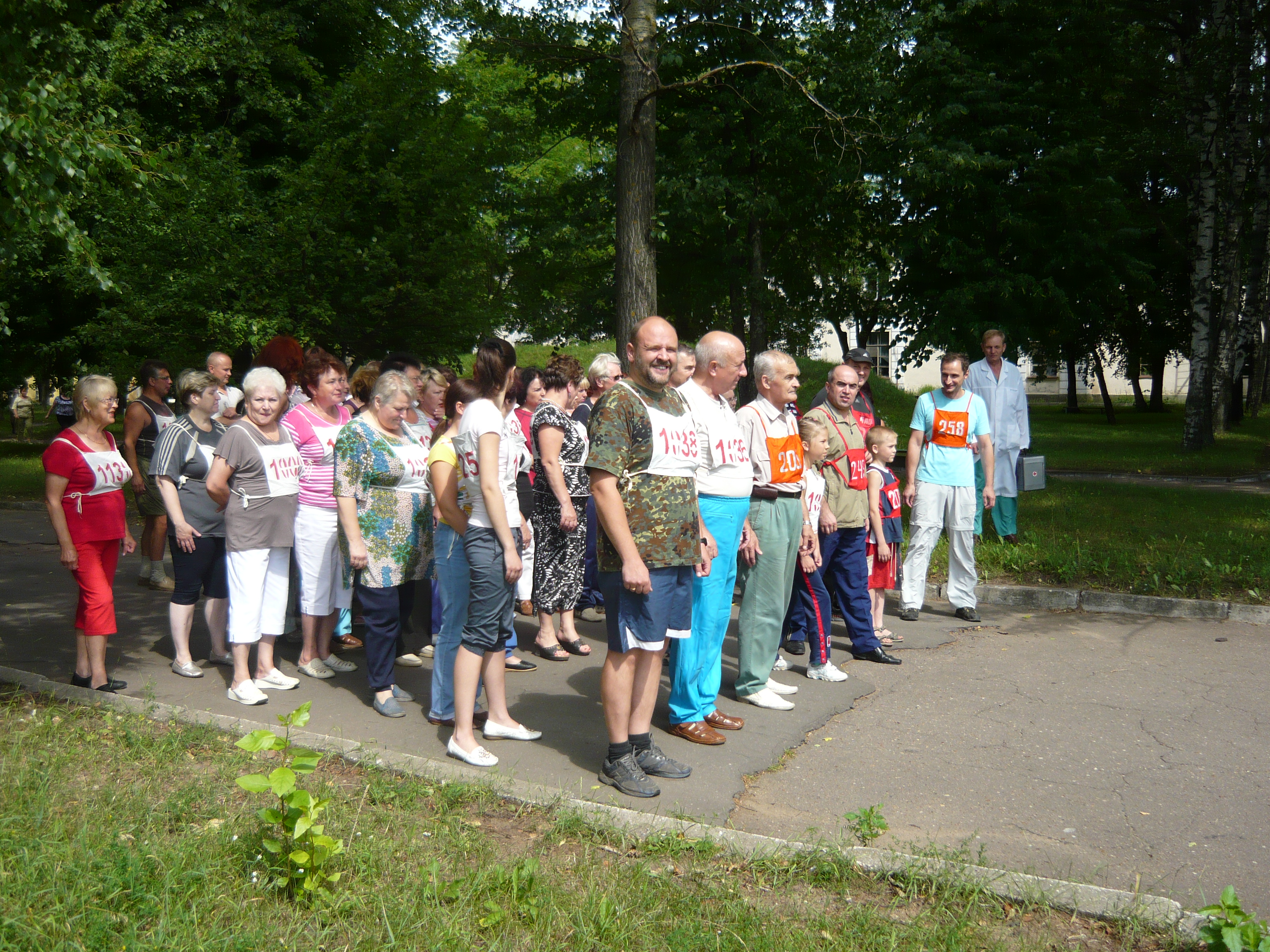
День здоровья, июль 2011 года.
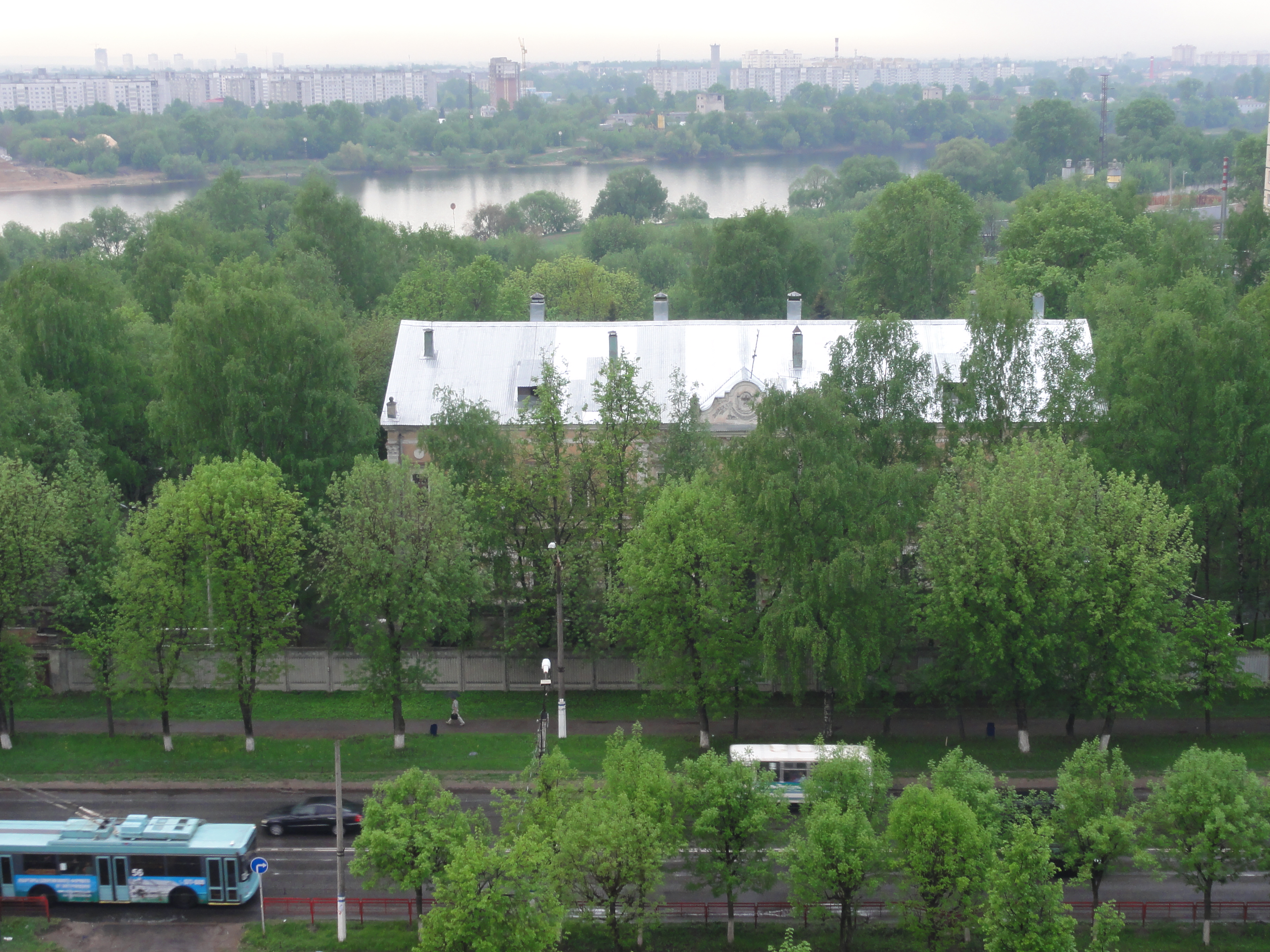
Здание управления госпиталя с высоты птичьего полёта, 2013 год.
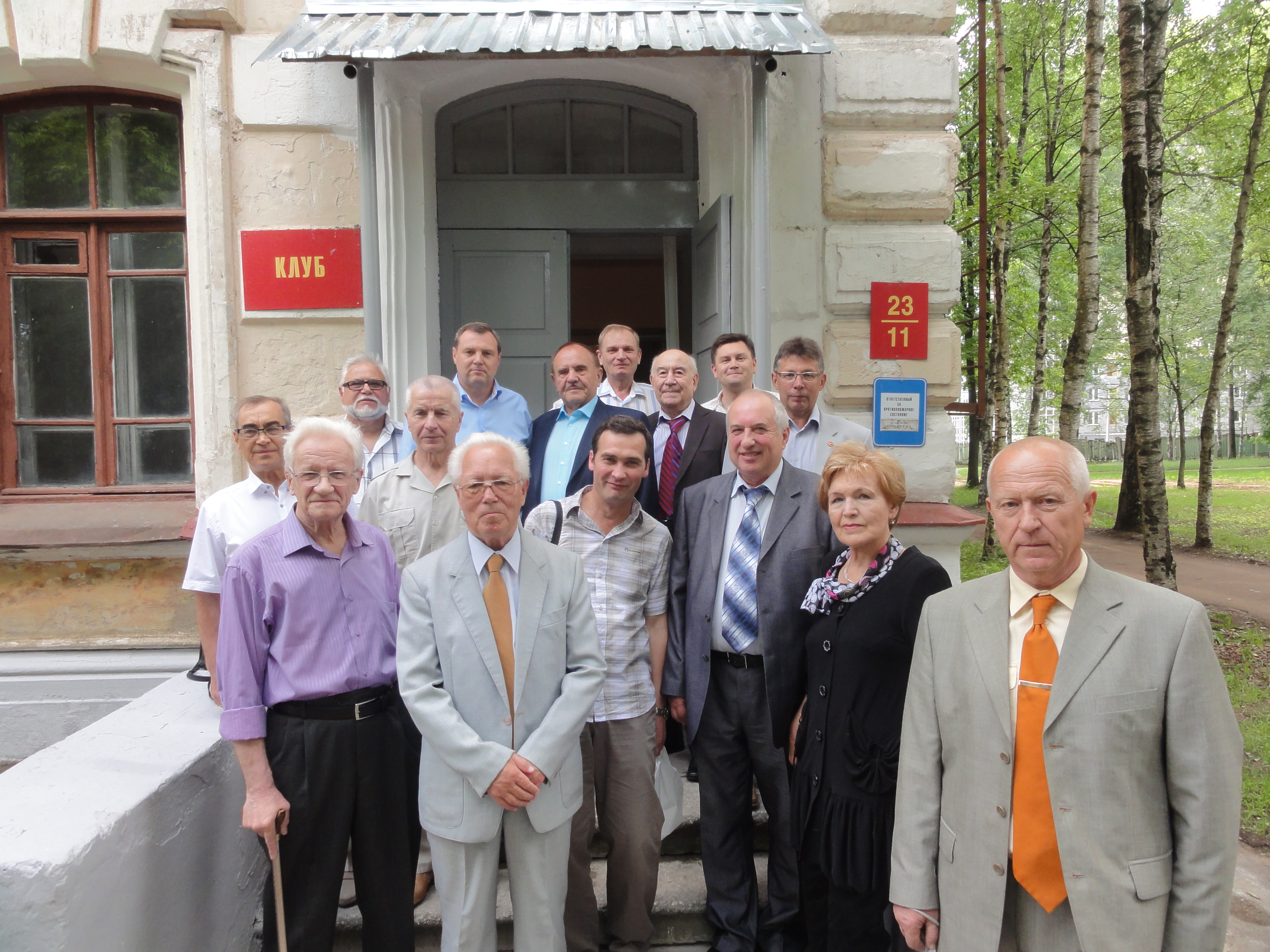
Ветераны на праздновании 80-летнего юбилея госпиталя 14.06.2013 г.
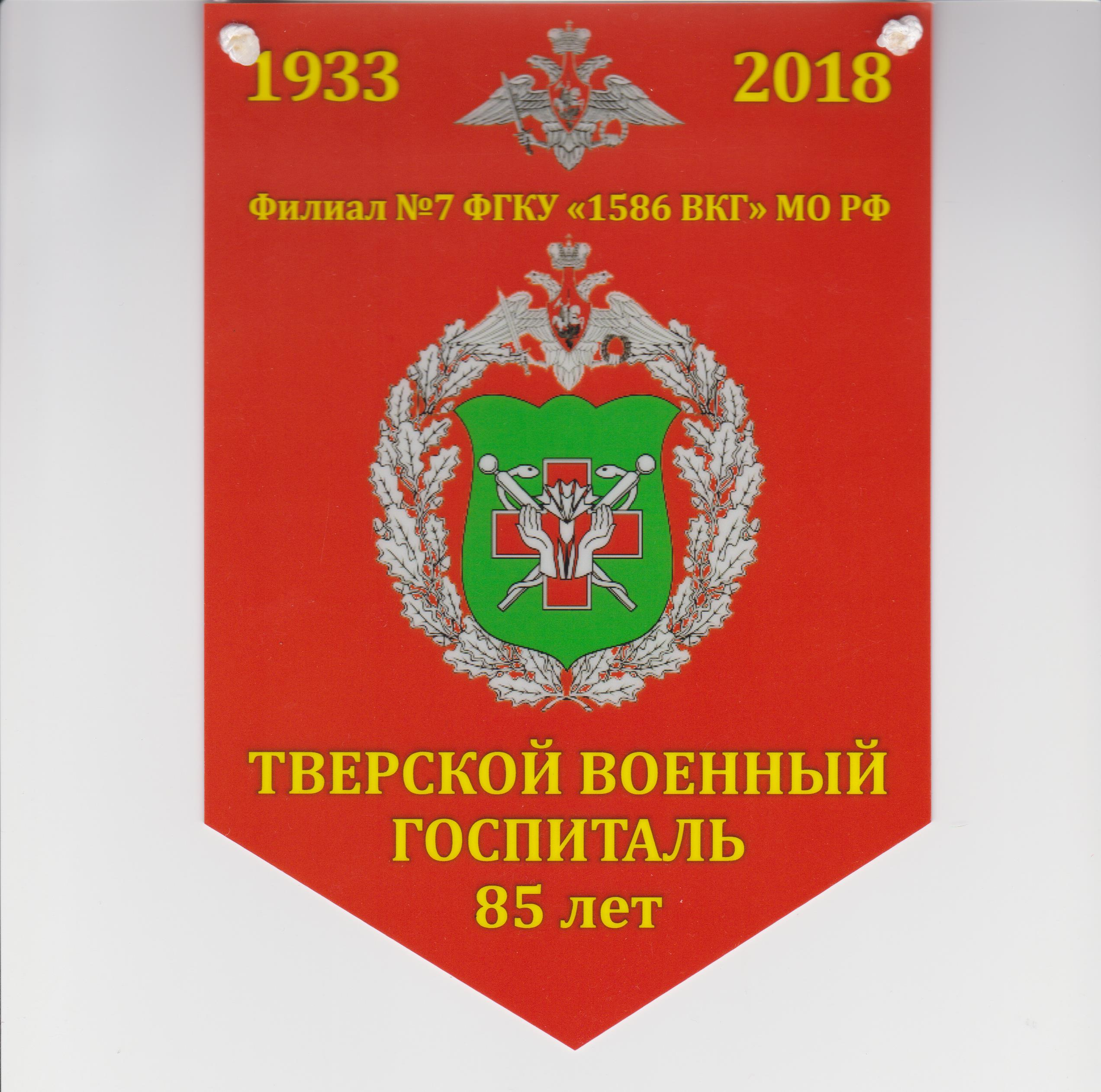
Вымпел "85 лет Тверскому военному госпиталю".
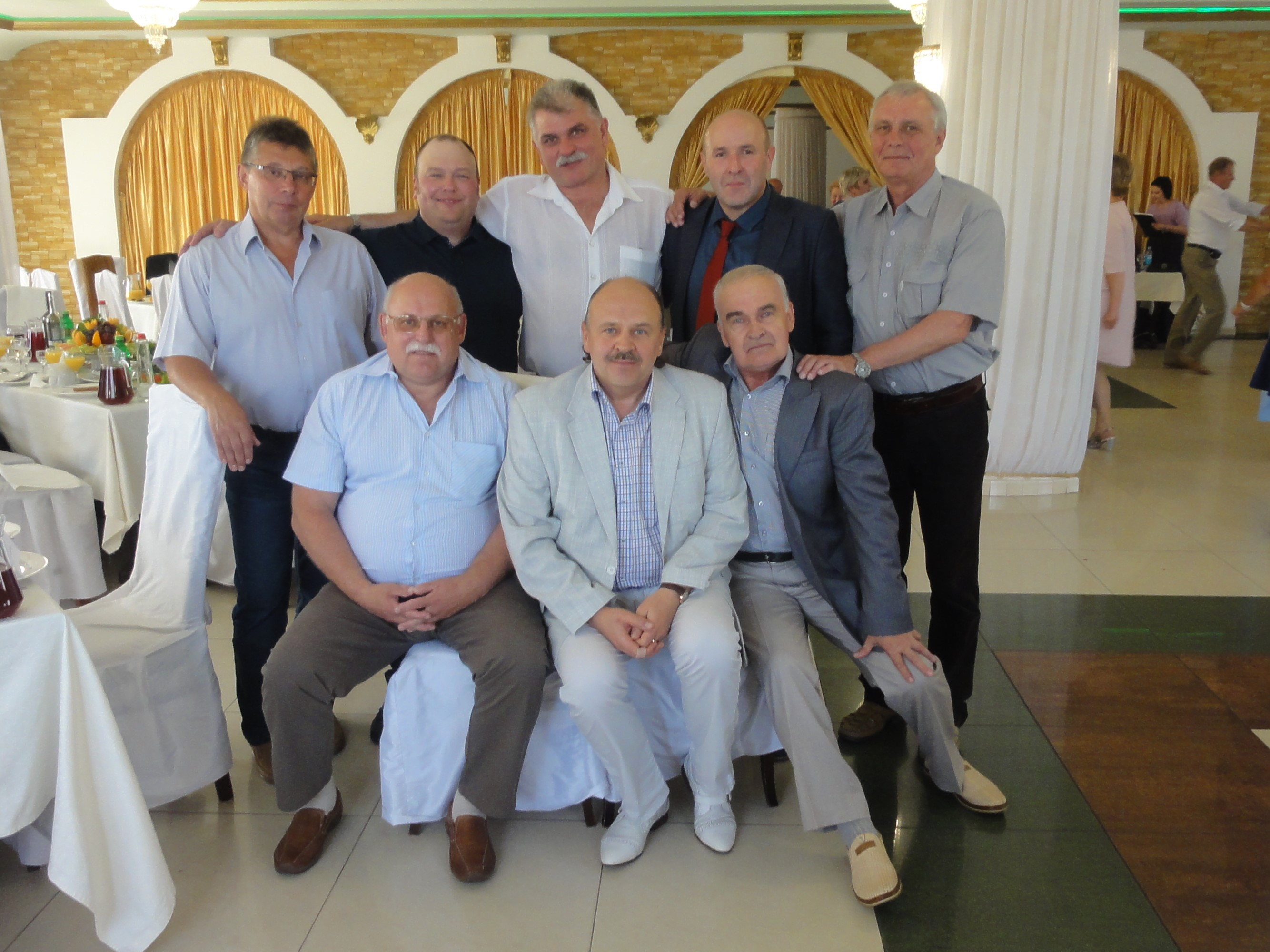
Ветераны госпиталя 15.06.2018 года.